# Seznam chráněných území v okrese Jičín
Toto je seznam chráněných území v okrese Jičín.
| Kód   | Obrázek                                                               | Typ  | Název                       | Rozloha (ha) | Galerie Commons                                                   | Popis území | Souřadnice                       |
| ----- | --------------------------------------------------------------------- | ---- | --------------------------- | ------------ | ----------------------------------------------------------------- | --- | -------------------------------- |
| 1987  | Popis obrazku                                                         | PP   | Bělohradská bažantnice      | 51,19        | Kategorie „Bělohradská bažantnice“ na Wikimedia Commons           | Lázeňský park se smíšeným lesem a vlhkými loukami s výskytem ohrožených druhů rostlin a živočichů | 50°25′30″ s. š., 15°35′46″ v. d. |
| 5964  | Pohled na lokalitu                                                    | PP   | Dymokursko – Bahenské louky | 31,53        | Kategorie „Dymokursko - Bahenské louky“ na Wikimedia Commons      | Ekosystémy dubohabřin, acidofilní doubravy, smíšené jasanovo-olšové lužní lesy a další typy lesních porostů, dále přirozené eutrofní vodní nádrže, střídavě vlhké bezkolencové louky a společenstva vysokých ostřic s bohatým výskytem zvláště chráněných druhů                                          | 50°20′37″ s. š., 15°8′30″ v. d.  |
| 5738  | Vstup na lokalitu                                                     | PP   | Bystřice                    | 27,91        | Kategorie „PP Bystřice“ na Wikimedia Commons                      | Podpora a stabilizace populace evropsky významného a silně ohroženého živočišného druhu – velevruba tupého (Unio crassus) včetně aktivní ochrany jeho biotopu; vhodnými formami ochrany vodního toku zajistit stabilitu biotopu a podpořit jeho další šíření na lokalitě                                 | 50°19′39″ s. š., 15°43′6″ v. d.  |
| 5817  |                                                                       | PP   | Byšičky 1                   | 17,38        | Kategorie „Byšičky 1 (natural monument)“ na Wikimedia Commons     | Stabilita populace kuňky ohnivé, hlízovce Loeselova a dalších zvláště chráněných druhů rostlin a živočichů | 50°24′44″ s. š., 15°36′48″ v. d. |
| 1986  |                                                                       | PP   | Byšičky 2                   | 70,3         | Kategorie „Byšičky 2 (natural monument)“ na Wikimedia Commons     | Ochrana ekologické diverzity krajiny s výskytem řady ohrožených druhů flóry a fauny a ochrana území jako cenného biotopu | 50°25′32″ s. š., 15°36′56″ v. d. |
| 1989  | Cidlinský hřeben                                                      | PP   | Cidlinský hřeben            | 135,31       | Kategorie „Cidlinský hřeben“ na Wikimedia Commons                 | Ochrana lesního komplexu od Peklovse po Paseky s významným bylinným podrostem a největším výskytem mravence lesního v Podkrkonoší | 50°30′34″ s. š., 15°19′57″ v. d. |
| 5686  | Zarostlý rybník                                                       | PP   | Červená Třemešná – rybník   | 9,41         | Kategorie „PP Červená Třemešná - rybník“ na Wikimedia Commons     | Podpora a stabilizace populace evropsky významného a silně ohroženého živočišného druhu kuňky ohnivé | 50°24′14″ s. š., 15°38′55″ v. d. |
| 63    | Český ráj                                                             | CHKO | Český ráj                   | 18 152,3     | Kategorie „Český ráj“ na Wikimedia Commons                        | | 50°37′5″ s. š., 15°12′24″ v. d.  |
| 1536  | Dubolka                                                               | PP   | Dubolka                     | 2,15         | Kategorie „Dubolka“ na Wikimedia Commons                          | Neovulkanický suk s výskytem teplomilné flory | 50°26′59″ s. š., 15°15′ v. d.    |
| 1995  | Část louky s lesem                                                    | PP   | Farářova louka              | 29,27        | Kategorie „PP Farářova louka“ na Wikimedia Commons                | Vlhké louky s výskytem chráněných druhů rostlin a živočichů | 50°23′10″ s. š., 15°39′10″ v. d. |
| 5808  | Přírodní památka Hluboký Kovač                                        | PP   | Hluboký Kovač               | 7,73         | Kategorie „Hluboký Kovač“ na Wikimedia Commons                    | Kuňka ohnivá a další chráněné druhy obojiživelníků a plazů | 50°23′4″ s. š., 15°27′11″ v. d.  |
| 1538  |                                                                       | PP   | Homolka                     | 2,02         |                                                                   | Louka a křovinaté stráně s výskytem vstavače bledého | 50°26′29″ s. š., 15°38′11″ v. d. |
| 817   |                                                                       | PP   | Hřídelecká hůra             | 2,11         | Kategorie „Hřídelecká hůra“ na Wikimedia Commons                  | Geologická lokalita s výskytem vzácnějších nerostů a přilehlých stepních luk s charakteristickou vegetací (zbytek třetihorní sopky s pseudokrasovými jeskyňkami) | 50°26′56″ s. š., 15°32′24″ v. d. |
| 1992  | Chyjická stráň                                                        | PP   | Chyjická stráň              | 35,45        | Kategorie „Chyjická stráň“ na Wikimedia Commons                   | Dubohabrový háj s bohatou květenou a zvířenou | 50°23′1″ s. š., 15°18′34″ v. d.  |
| 5935  | Přírodní památka chrání mimo jiné starý elektrárenský náhon u Skřivan | PP   | Javorka a Cidlina – Sběř    | 260,75       | Kategorie „Javorka a Cidlina - Sběř“ na Wikimedia Commons         | Lokalita s výskytem populace velevruba tupého a modráska bahenního | 50°19′53″ s. š., 15°29′50″ v. d. |
| 2002  | Kalské údolí                                                          | PP   | Kalské údolí                | 22,94        | Kategorie „Kalské údolí“ na Wikimedia Commons                     | Přirozený tok Bystřice s přirozeným tokem, břehovými porosty a vlhkomilnými loukami | 50°27′43″ s. š., 15°38′38″ v. d. |
| 157   | Kamenná hůra                                                          | PR   | Kamenná hůra                | 13,16        | Kategorie „Kamenná hůra (Jičín District)“ na Wikimedia Commons    | Ochrana zbytku bukového porostu na minerálně chudém podkladě pískovcových slepenců | 50°27′12″ s. š., 15°35′31″ v. d. |
| 1993  | Kazatelna                                                             | PP   | Kazatelna                   | 69,10        |                                                                   | Teplomilná doubrava s výskytem ohrožených druhů rostlin | 50°19′36″ s. š., 15°39′29″ v. d. |
| 191   | Les na lokalitě                                                       | PR   | Kovačská bažantnice         | 30,95        | Kategorie „Kovačská bažantnice“ na Wikimedia Commons              | Zachování ekosystému starého lužního porostu s bohatou hájovou květenou a starými duby | 50°24′14″ s. š., 15°28′5″ v. d.  |
| 1994  | Skalní útvar na lokalitě                                              | PP   | Křižánky                    | 48,34        | Kategorie „Křižánky (natural monument)“ na Wikimedia Commons      | Mokřadní biotopy v lesním komplexu Křižánky | 50°23′59″ s. š., 15°9′27″ v. d.  |
| 5806  | Přírodní památka Libosad - Obora                                      | PP   | Libosad – obora             | 42,22        | Kategorie „PP Libosad“ na Wikimedia Commons                       | Zachování biotopů vhodných pro existenci páchníka hnědého. Páchník hnědý je dle směrnice Rady evropských společenství prioritním druhem, za jehož zachování má Společenství zvláštní zodpovědnost vzhledem k podílu jeho přirozeného areálu rozšíření                                                    | 50°26′45″ s. š., 15°22′57″ v. d. |
| 2004  | Libunecké rašeliniště                                                 | PP   | Libunecké rašeliniště       | 18,69        | Kategorie „Libunecké rašeliniště“ na Wikimedia Commons            | Slatinné louky u přirozeného toku Javorky s výskytem chráněných druhů rostlin a živočichů | 50°29′25″ s. š., 15°17′10″ v. d. |
| 5695  | Lukavecký potok                                                       | PP   | Lukavecký potok             | 0,97         | Kategorie „Lukavecký potok“ na Wikimedia Commons                  | Podpora a stabilizace populace evropsky významného a silně ohroženého živočišného druhu velevruba tupého, včetně aktivní ochrany jeho biotopu | 50°24′17″ s. š., 15°35′6″ v. d.  |
| 243   | Pohled na lokalitu                                                    | PR   | Miletínská bažantnice       | 63,64        | Kategorie „PR Miletínská bažantnice“ na Wikimedia Commons         | Uchování zbytků přirozené geobiocenózy typické pro oblast Podzvičinska. Ochrana staré dubové jaseniny se vzácnou květenou, rybniční a luční fauna. Rybník Bubnovka je významná ornitologická lokalita.                                                                                                   | 50°24′6″ s. š., 15°39′37″ v. d.  |
| 2003  | Na Víně                                                               | PP   | Na víně                     | 5,47         | Kategorie „Na Víně“ na Wikimedia Commons                          | Opukové stráně s chráněnými druhy rostlin | 50°31′5″ s. š., 15°16′15″ v. d.  |
| 1535  |                                                                       | PP   | Nad Blatinou                | 6,26         | Kategorie „Nad Blatinou“ na Wikimedia Commons                     | Dubohabrové háje v intenzívně obdělávané krajině s výskytem zvláště chráněných druhů rostlin | 50°19′24″ s. š., 15°41′21″ v. d. |
| 13917 | Přírodní památka Nadslav chrání rybník Mordýř a jeho okolí            | PP   | Nadslav                     | 6,91         | Kategorie „Nadslav (natural monument)“ na Wikimedia Commons       | Vlhké louky u rybníka s výskytem vzácných rostlin a živočichů | 50°25′9″ s. š., 15°15′7″ v. d.   |
| 813   | Novopacký vodopád                                                     | PP   | Novopacký vodopád           | 3,80         | Kategorie „Novopacký vodopád“ na Wikimedia Commons                | Geomorfologicky zajímavé lokality miniaturního kaňonu zaříznutého v permských horninách s porostem přirozené bučiny s charakteristickým bylinným podrostem | 50°29′38″ s. š., 15°33′44″ v. d. |
| 2001  | PP Oborská luka na podzim 2011                                        | PP   | Oborská luka                | 11,81        | Kategorie „Oborská luka (natural monument)“ na Wikimedia Commons  | Vlhké louky u rybníka Oborský, výskyt chráněných druhů rostlin | 50°28′24″ s. š., 15°18′6″ v. d.  |
| 1998  | Rybník Turecká                                                        | PP   | Ostruženské rybníky         | 67,91        | Kategorie „Ostruženské rybníky“ na Wikimedia Commons              | Soustava tři rybníků s přilehlými rákosinami a mokrými loukami | 50°26′33″ s. š., 15°18′19″ v. d. |
| 1675  | Podtrosecké údolí                                                     | PR   | Podtrosecká údolí           | 143,04       | Kategorie „Podtrosecká údolí“ na Wikimedia Commons                | Nejrozsáhlejší souvislý komplex mokřadních biotopů v CHKO Český ráj. | 50°31′2″ s. š., 15°12′3″ v. d.   |
| 337   | Prachovské skály                                                      | PR   | Prachovské skály            | 261,91       | Kategorie „Prachovské skály“ na Wikimedia Commons                 | Ochrana skalního města kvádrovcových pískovců s lesními porosty | 50°28′3″ s. š., 15°17′2″ v. d.   |
| 1997  | Rybník Jíkavec                                                        | PP   | Rybník Jíkavec              | 7,31         | Kategorie „Rybník Jíkavec“ na Wikimedia Commons                   | Vlhké louky u rybníka s výskytem chráněných druhů rostlin a živočichů | 50°26′29″ s. š., 15°16′25″ v. d. |
| 1999  | Rybník Kojetín                                                        | PP   | Rybník Kojetín              | 12,16        | Kategorie „Rybník Kojetín“ na Wikimedia Commons                   | Ornitologicky významný mokřad | 50°18′41″ s. š., 15°16′7″ v. d.  |
| 5689  | Rybník Smrkováku                                                      | PP   | Rybník Smrkovák             | 14,12        | Kategorie „PP Rybník Smrkovák“ na Wikimedia Commons               | Podpora a stabilizace populace evropsky významného a silně ohroženého živočišného druhu kuňky ohnivé | 50°19′55″ s. š., 15°28′11″ v. d. |
| 5807  | Přírodní památka rybník Strašidlo                                     | PP   | Rybník Strašidlo            | 3,3          | Kategorie „Rybník Strašidlo“ na Wikimedia Commons                 | Zajištění stabilní populace kuňky ohnivé a dalších chráněných druhů obojživelníků – čolka obecného, ropuchy obecné, skokana štíhlého, skokana skřehotavého či skokana ostronosého vhodnou údržbou stávajících biotopů, ve vazbě na využívání rybníka Strašidlo a okolních pozemků                        | 50°23′31″ s. š., 15°26′45″ v. d. |
| 2000  | Břeh rybníka Vražda                                                   | PP   | Rybník Vražda               | 6,27         | Kategorie „Rybník Vražda (natural monument)“ na Wikimedia Commons | Vlhké louky u rybníka, výskyt chráněných druhů rostlin a živočichů | 50°28′26″ s. š., 15°19′13″ v. d. |
| 816   | Stav - údolí potoka                                                   | PP   | Stav                        | 0,98         | Kategorie „Stav (natural monument)“ na Wikimedia Commons          | Ochrana epigenetického údolí potoka, kdy se na svazích zachovaly zbytky původních bučin s bylinným patrem | 50°27′52″ s. š., 15°28′53″ v. d. |
| 1539  |                                                                       | PP   | Strž ve Stupné              | 3,85         | Kategorie „Strž ve Stupné“ na Wikimedia Commons                   | Prameniště a přirozené strže s výskytem bledule jarní. Jedná se o významný geomorfologický prvek | 50°30′5″ s. š., 15°34′53″ v. d.  |
| 1537  | Kaple Svaté Anny                                                      | PP   | Svatá Anna                  | 3,83         | Kategorie „Svatá Anna“ na Wikimedia Commons                       | Čedičový vrch s teplomilnou dubohabřinou s výskytem ohrožených druhů flory | 50°26′55″ s. š., 15°17′1″ v. d.  |
| 1990  | PP Údolí Bystřice                                                     | PP   | Údolí Bystřice              | 17,11        | Kategorie „Údolí Bystřice“ na Wikimedia Commons                   | Slatinné louky při toku Bystřice s bohatou květenou a zvířenou | 50°22′40″ s. š., 15°39′21″ v. d. |
| 1991  | PP Údolí Javorky                                                      | PP   | Údolí Javorky               | 7,50         | Kategorie „Údolí Javorky“ na Wikimedia Commons                    | Slatinné louky u přirozeného toku Javorky s výskytem chráněných druhů rostlin a živočichů | 50°27′33″ s. š., 15°34′32″ v. d. |
| 1676  | Plakánek                                                              | PR   | Údolí Plakánek              | 90,82        | Kategorie „Plakánek“ na Wikimedia Commons                         | Údolní niva kaňonovitého údolí horního toku říčky Klenice a lesní porosty okraje pískovcové plošiny | 50°28′55″ s. š., 15°7′37″ v. d.  |
| 473   | Úlibická bažantnice                                                   | PR   | Úlibická bažantnice         | 27,53        | Kategorie „Úlibická bažantnice“ na Wikimedia Commons              | Zachování ekosystému starého lužního porostu s bohatou hájovou květenou a starými duby. Jde o zachovalý zbytek tvrdého luhu v území mezi Polabím a Podkrkonoším | 50°25′49″ s. š., 15°25′40″ v. d. |
| 1985  | Veselský háj                                                          | PP   | Veselský háj                | 106,15       | Kategorie „Veselský háj “ na Wikimedia Commons                    | zachování cenných lesních ekosystémů dubohabřin asociace Galio-Carpinetum a starých acidofilních doubrav s dubem letním a vytvoření vhodných podmínek pro silně ohrožené druhy rostlin – hvozdík pyšný, kosatec sibiřský a další zvláště chráněné druhy rostlin, např. oměj pestrý, kruštík modrofialový | 50°19′37″ s. š., 15°26′58″ v. d. |
| 815   | Zebín                                                                 | PP   | Zebín                       | 5,73         | Kategorie „Zebín“ na Wikimedia Commons                            | Čedičová kupa s uzavřenými bloky porcelanitu se zbytkem původního lesního společenstva s výskytem jilmu | 50°27′13″ s. š., 15°22′26″ v. d. |
| 1988  | Popis obrazku                                                         | PP   | Žlunické polesí             | 220,04       | Kategorie „Žlunické polesí“ na Wikimedia Commons                  | Zachování lesního komplexu s výskytem chráněných a ohrožených druhů rostlin | 50°17′58″ s. š., 15°21′35″ v. d. |

## Zrušená chráněná území
| Kód  | Obrázek                                        | Typ | Název       | Rozloha (ha) | Galerie Commons                                              | Popis území | Souřadnice                       |
| ---- | ---------------------------------------------- | --- | ----------- | ------------ | ------------------------------------------------------------ | --- | -------------------------------- |
| 1986 | Pohledna přírodní památku Byšičky na jaře 2014 | PP  | Byšičky     | 89,97        | Kategorie „Byšičky (Natural monument)“ na Wikimedia Commons  | Ochrana příkladné ekologické diverzity krajiny s výskytem řady ohrožených druhů flóry a ochrana území jako důležité ornitologické lokality | 50°25′28″ s. š., 15°36′55″ v. d. |
| 2448 |                                                | PP  | Černá louka | 7,10         |                                                              | Zachovalá slatina s výraznou vegetací. Zrušena k 31. prosinci 1999                                                                         | 50°25′47″ s. š., 15°34′59″ v. d. |
| 1865 | Pohled na chráněné území od jihovýchodu        | PP  | Meziluží    | 1,47         | Kategorie „Meziluží (natural monument)“ na Wikimedia Commons | Bývalá pastvina a starý třešňový sad, bohatá populace vstavače obecného                                                                    | 50°31′1″ s. š., 15°8′32″ v. d.   |